# You Could Be Mine
"You Could Be Mine" je skladba americké rockové skupiny Guns N' Roses z jejich čtvrtého studiového alba Use Your Illusion II z roku 1991. skladba byla vydána jako sedmý singl skupiny a zároveň první z alb Use Your Illusion v červnu 1991. Singl dosáhl 29. místa v americkém žebříčku Billboard Hot 100 a 3. místa v britském žebříčku UK Singles Chart.
Původně byla skladba vydána jako úvodní skladba k filmu Terminátor 2: Den zúčtování (1991) režiséra Jamese Camerona.

## Historie
Skladba má minutový úvod na bicí a kytaru. Byla hrána během závěrečných titulků k filmu Terminátor 2: Den zúčtování a také byla použita v některých scénách filmu. V originálním scénáři byla použita skladba "I Wanna Be Sedated" od skupiny Ramones. Rovněž se objevila v dalším filmu série Terminátor, Terminator 4: Salvation.

## Hudební video
Arnold Schwarzenegger se ve videu objevil jako Terminátor T-800 z filmu, který přichází na koncert skupiny Guns N 'Roses s cílem zabít členy skupiny. Po skončení písně Terminátor potká skupinu když odchází z koncertu a prohlíží si členy. Když se dostane až k poslednímu Axl Roseovii, zhodnotí, že jejich zabití by bylo "škoda munice". Pak chvíli hledí na Axla Rose, zakření se a odchází pryč.

## Seznam skladeb
CD singl Geffen 19039
1. "You Could Be Mine" - 5:44
2. "Civil War" - 7:41

7 "singl Geffen GES 19039
1. "You Could Be Mine" (LP verze) - 5:44
2. "Civil War" (LP verze) - 7:38

## Sestava
- Axl Rose - hlavní zpěv
- Slash - sólová kytara
- Izzy - rytmická kytara, doprovodný zpěv
- Duff McKagan - basová kytara, doprovodný zpěv
- Matt Sorum - bicí

## Pozice v žebříčcích
| Chart (1991)                          | Peak position |
| ------------------------------------- | ------------- |
| Austrálie (ARIA)                      | 3             |
| Belgie (Ultratop)                     | 10            |
| Finsko (Suomen Virallinen lista)      | 1             |
| Francie (SNEP)                        | 8             |
| Nizozemí (Mega Top 100)               | 4             |
| Irsko (IRMA)                          | 1             |
| Japonsko (Oricon)                     | 23            |
| Kanada (RPM)                          | 30            |
| Německo (Media Control Charts)        | 5             |
| Norsko (VG-lista)                     | 2             |
| Nový Zéland (RIANZ)                   | 1             |
| Rakousko (Ö3 Austria Top 40)          | 8             |
| Spojené království (UK Singles Chart) | 3             |
| Španělsko (AFYVE)                     | 1             |
| Švýcarsko (Schweizer Hitparade)       | 1             |
| Švédsko (sverigetopplistan)           | 2             |
| Itálie (fimi)                         | 2             |
| USA (Billboard Hot 100)               | 29            |
| USA (Mainstream Rock Tracks)          | 2             |